# Olsztyńska Szkoła Wyższa im. Józefa Rusieckiego
Olsztyńska Szkoła Wyższa im. Józefa Rusieckiego – dawniej polska niepubliczna uczelnia w Olsztynie powstała w 1997 roku.

## Historia
W 1994 roku przy ul. Bydgoskiej w Olsztynie z inicjatywy Józefa Rusieckiego powstało prywatne autorskie liceum ogólnokształcące, które korzystało z bazy Olsztyńskiej Szkoły Wyższej.
Olsztyńska Szkoła Wyższa im. Józefa Rusieckiego powołana została decyzją Ministra Edukacji Narodowej z dnia 15 maja 1997 r. Pierwsza inauguracja roku akademickiego w uczelni miała miejsce w październiku 1997 roku. Wówczas to otwarto Wydział Pedagogiczny, którego pierwszym sześćdziesięciu studentom indeksy wręczył założyciel oraz pierwszy rektor uczelni, a obecnie jej patron Józef Rusiecki.
W 1998 roku uczelnia wzbogaciła swoją ofertę akademicką o dwa nowe kierunki: animację turystyki i rekreacji oraz promocję zdrowia. Drugi w historii rok akademicki placówka zainaugurowała z liczbą około tysiąca studentów, kształcących się zarówno na studiach dziennych, jak i podyplomowych. Tuż przed rozpoczęciem drugiego roku akademickiego na terenie uczelni zorganizowano pierwszą w jej historii sesję naukową zatytułowaną „Człowiek w relacjach edukacyjnych”, w której udział wzięli pracownicy naukowi z innych olsztyńskich uczelni wyższych, a także reprezentanci Uniwersytetu Gdańskiego.
Do drugiej konferencji, tym razem już międzynarodowej doszło w 1999 roku. Jej współorganizatorami poza Olsztyńską Szkołą Wyższą była olsztyńska Akademia Rolniczo-Techniczna oraz Polskie Towarzystwo Filozoficzne. Poza gośćmi z polskich uczelni, na konferencji pojawili się również naukowcy z Rosji, Litwy, Łotwy, Ukrainy i Czech. Zarówno ta, jak i wcześniejsza konferencja zostały uwieńczone materiałami wydanymi we własnym wydawnictwie.
Tego samego roku otwarto także dwa kolejne kierunki studiów: wychowanie fizyczne oraz fizjoterapię. Wiązało się to z powołaniem do życia drugiego po Wydziale Pedagogicznym, Wydziału Wychowania Fizycznego i Fizjoterapii. Uczelnia zapoczątkowała także wydawanie pisma akademickiej społeczności studentów i pracowników OSW „Dialog” oraz powołała do życia Studium Języków Obcych, a także Klub Turysty.
8 listopada 2000 w wypadku samochodowym zginęli założyciel i dotychczasowy rektor uczelni Józef Rusiecki oraz Wiesław Ciczkowski, prorektor uczelni. Decyzją senatu 7 grudnia nowym rektorem wybrany został Witold Tulibacki, natomiast funkcję prorektora objął Stanisław Kawula. Prowadzeniem placówki zajęła się także żona zmarłego założyciela Helena Rusiecka oraz jego córka Agnieszka Sawicka. Po śmierci założyciela uczelni Józefa Rusieckiego, jego żona Helena Rusiecka objęła funkcję dyrektora uczelni oraz jej założyciela.
W 2018 władze uczelni czyniły starania w kierunku połączenia uczelni z Uniwersytetem Warmińsko-Mazurskim, jednak ustawodawca uniemożliwił łącznie uczelni prywatnych z publicznymi.
1 października 2019 uczelnia została połączona z inną niepubliczną uczelnią Wyższą Szkołą Informatyki i Ekonomii TWP w Olsztynie w nową uczelnię, dla której przyjęto nazwę Olsztyńska Szkoła Wyższa.

## Wydziały i kierunki kształcenia przed połączeniem
W ramach uczelni działają następujące wydziały:
- Wydział Nauk Humanistyczno-Społecznych
  - Filologia: anglistyka
  - Pedagogika
  - Pedagogika specjalna
- Wydział Wychowania Fizycznego
  - Wychowanie fizyczne
- Wydział Fizjoterapii
  - Fizjoterapia
- Wydział Zdrowia Publicznego
  - Kosmetologia
  - Zdrowie publiczne

### Wydział Nauk Humanistyczno-Społecznych Olsztyńskiej Szkoły Wyższej im. Józefa Rusieckiego
Wydział Nauk Humanistyczno-Społecznych (dawniej: Wydział Pedagogiczny) był pierwszym wydziałem w historii uczelni i jedynym do czasu powstania w 1999 roku Wydziału Wychowania Fizycznego. Początkowo studenci kształcili się na nim m.in. w takich specjalnościach jak animacja turystyki i rekreacji, pedagogika resocjalizacyjna, pedagogika obronna i survival, a od 2003 roku także na kierunku politologia. W 2019 kształcono na czterech specjalnościach na studiach I stopnia (licencjackich) oraz sześciu na studiach II stopnia (uzupełniających magisterskich) na kierunkach: pedagogika, filologia angielska i politologia.

### Wydział Wychowania Fizycznego Olsztyńskiej Szkoły Wyższej im. Józefa Rusieckiego
Wydział Wychowania Fizycznego powstał w 1999 roku, jako Wydział Wychowania Fizycznego i Fizjoterapii. Był to drugi po Wydziale Pedagogicznym wydział uczelni. W 2001 roku uruchomiono na nim specjalność – odnowa biologiczna z kosmetologią, nad którą rok później opiekę przejął nowo utworzony Wydział Zdrowia Publicznego. W 2004 roku oferta kształcenia wydziału wzbogaciła się o studia II stopnia. W 2005 r. doszło do usamodzielnienia Wydziału Fizjoterapii. W 2005 roku prowadzono kształcenie na kierunku wychowanie fizyczne zarówno na studiach pierwszego, jak i drugiego stopnia.

### Wydział Zdrowia Publicznego Olsztyńskiej Szkoły Wyższej im. Józefa Rusieckiego
Wydział Zdrowia Publicznego powstał w 2002 roku. W 2001 roku na Wydziale Wychowania Fizycznego i Fizjoterapii uruchomiono studia o specjalności odnowa biologiczna z kosmetologią, nad którą Wydział Zdrowia Publicznego przejął opiekę z dniem utworzenia. Wówczas w jego ramach uruchomiono także specjalności kosmetologia stosowana oraz zarządzanie zdrowiem publicznym i rodzinnym (później jako zarządzanie w służbie zdrowia i opiece rodzinnej). W późniejszym czasie otworzono także czwartą specjalność o nazwie odnowa biologiczna z dietetyką.

### Wydział Fizjoterapii Olsztyńskiej Szkoły Wyższej im. Józefa Rusieckiego
Wydział Fizjoterapii – najmłodszy 4. wydział Olsztyńskiej Szkoły Wyższej powstały w 2005 roku, kształcący na kierunku fizjoterapia zarówno na studiach pierwszego, jak i drugiego stopnia. Wydział Fizjoterapii powstał w 2005 roku po utworzeniu osobnego Wydziału Wychowania Fizycznego. Do tego czasu kierunek fizjoterapia realizowany był od 1999 roku na Wydziale Wychowania Fizycznego i Fizjoterapii. Równocześnie z usamodzielnieniem się wydziału uruchomiono na nim studia II stopnia.

## Władze
- Rektor: prof. dr hab. Henryk Kostyra
- Prorektor: dr hab. Waldemar Żebrowski prof. OSW
- Dziekan Wydziału Nauk Humanistyczno-Społecznych: dr hab. Danuta Wajsprych prof. OSW
- Dziekan Wydziału Wychowania Fizycznego: dr Jarosław Marcinkowski
- Dziekan Wydziału Fizjoterapii: dr Barbara Juśkiewicz-Swaczyna
- Dziekan Wydziału Zdrowia Publicznego: dr inż. Małgorzata Kuśmierczyk
- Dyrektor ds. administracyjnych: mgr Jarosław Kulbaba